# Fractale dimensie
In de fractale meetkunde, een deelgebied van de wiskunde, is een fractale dimensie een ratio die voorziet in een statistische index van complexiteit, die vergelijkt hoe de mate van detail in een patroon (strikt genomen een fractalpatroon) verandert met de schaal, waarop dit patroon wordt gemeten. 
Een fractale dimensie is ook gekarakteriseerd als een maat van de ruimtevullende capaciteit van een patroon, die vertelt hoe een fractal anders schaalt dan de ruimte, waarin deze fractal in is ingebed. 
Een fractale dimensie hoeft niet gelijk te zijn aan een geheel getal.   